# Paulius Rabikauskas
Paulius Rabikauskas SJ (* 16. Dezember 1920 in Gudžiūnai, Rajongemeinde Kėdainiai; † 7. März 1998 in Rom) war ein litauischer Katholischer Theologe und Kirchenhistoriker.

## Leben
Paulius Rabikauskas besuchte das Jesuitengymnasium in Kaunas und trat 1938 der Ordensgemeinschaft der Jesuiten bei. Von 1942 bis 1944 studierte er Philosophie in Pagryžuvys. Nach den Wirren des Zweiten Weltkrieges konnte er ab 1944 sein philosophisches und theologisches Studium am Berchmanskolleg in Pullach beenden. Am 25. Juli 1948 empfing er die Priesterweihe. 1949 erwarb er ein Lizenziat in Theologie und absolvierte von 1951 bis 1953 ein Doktoratsstudium der Kirchengeschichte an der Päpstlichen Universität Gregoriana in Rom. Von 1953 bis 1955 studierte er an der Ludwig-Maximilians-Universität München Latein, Paläografie und Diplomatik.
Ab 1955 war er zunächst als Dozent, ab 1961 Professor für Paläografie und Diplomatik an der Gregoriana tätig. Zudem lehrte er von 1970 bis 1973 Paläografie an der Vatikanischen Schule für Paläografie, Diplomatik und Archivkunde. Von 1985 bis 1991 war er Dekan der Fakultät für Kirchengeschichte und von 1975 bis 1978 Vizerektor der Gregoriana. Er war Professor an der Litauischen Katholischen Akademie der Wissenschaften und von 1962 bis 1965 deren Sekretär. 
Paulius Rabikauskas verfasste zahlreiche Bücher und wissenschaftliche Arbeiten. Ab 1975 war er Herausgeber der Fachzeitschrift Archivum historiae pontificiae. Ein Schwerpunkt seiner Forschungen war die Diplomatik, besonders die päpstliche Kanzlei.
Mehrfach wurde er ausgezeichnet, unter anderem mit der Ehrendoktorwürde der Päpstlichen Theologischen Akademie in Krakau. Papst Johannes Paul II. ernannte ihn 1992 zum Berater der Kongregation für die Selig- und Heiligsprechungsprozesse. 1995 wurde er zum Ehrenbürger Litauens ernannt.